# Chrząstowice (gmina)
Chrząstowice (niem. Gemeinde Chronstau; daw. gmina Chrząsty) – gmina wiejska w województwie opolskim, w powiecie opolskim. W 2006 r. wprowadzono w gminie język niemiecki jako język pomocniczy.
Siedzibą gminy są Chrząstowice.
Według danych z 30 czerwca 2004 r. gminę zamieszkiwało 6637 osób.

## Struktura powierzchni
Według danych z 2002 r. gmina Chrząstowice ma obszar 82,31 km², w tym:
- użytki rolne: 51%
- użytki leśne: 42%

Gmina stanowi 5,19% powierzchni powiatu.

## Demografia

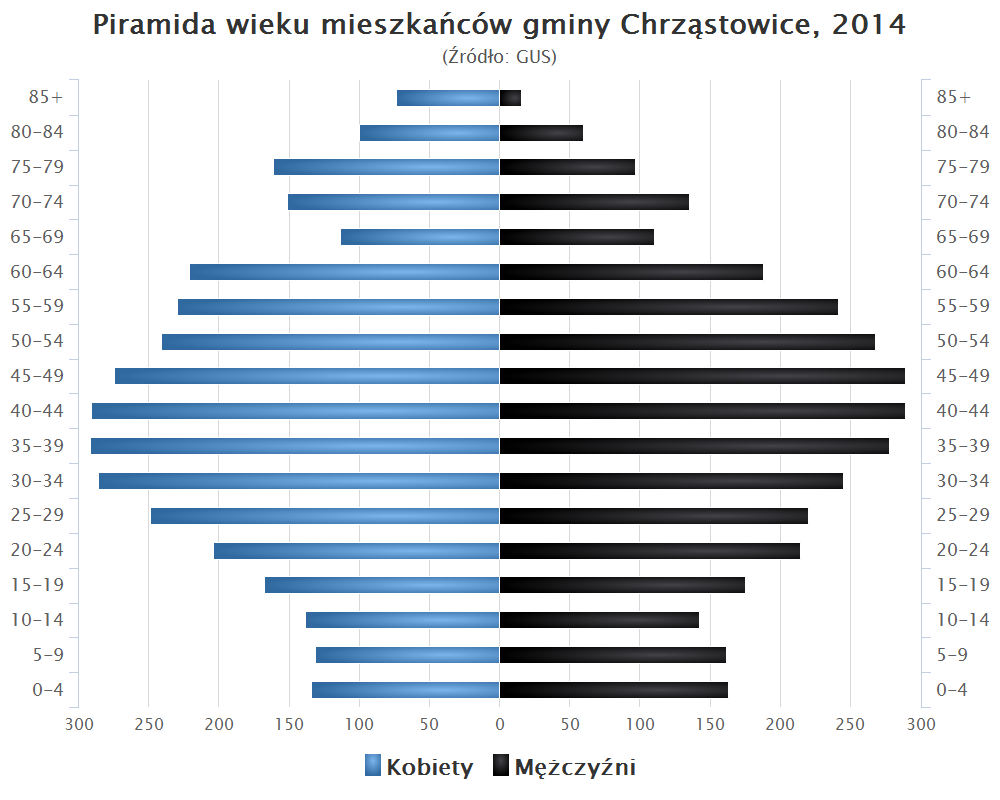
Piramida wieku mieszkańców gminy Chrząstowice w 2014 roku

Dane z 30 czerwca 2004 roku:
| Opis                              | Ogółem | Ogółem | Kobiety | Kobiety | Mężczyźni | Mężczyźni |
| --------------------------------- | ------ | ------ | ------- | ------- | --------- | --------- |
| jednostka                         | osób   | %      | osób    | %       | osób      | %         |
| populacja                         | 6637   | 100    | 3368    | 50,7    | 3269      | 49,3      |
| gęstość zaludnienia (mieszk./km²) | 80,6   | 80,6   | 40,9    | 40,9    | 39,7      | 39,7      |

## Miejscowości
Chrząstowice, Daniec, Dąbrowice, Dębie, Dębska Kuźnia, Falmirowice, Kamionka, Lędziny, Niwki, Suchy Bór, Zbicko.

## Sołectwa
Chrząstowice, Daniec, Dąbrowice, Dębie, Dębska Kuźnia, Falmirowice, Lędziny, Niwki, Suchy Bór.

## Sąsiednie gminy
Izbicko, Ozimek, Opole, Tarnów Opolski, Turawa.